# Rue du Groupe-Manouchian
Pour les articles homonymes, voir Manouchian.
La rue du Groupe-Manouchian est une voie du 20e arrondissement de Paris, en France, qui débute au 31, rue du Surmelin et se termine au 100-108, avenue Gambetta, à une vingtaine de mètres du métro Saint-Fargeau.

## Origine du nom
La rue rend honneur au 23 résistants FTP-MOI du Groupe Manouchian-Boczov-Rayman jugés le 17 février 1944 et fusillés par les Allemands au fort du Mont-Valérien quatre jours après, dans le cadre d'une vaste campagne de propagande antisémite d'une semaine, et dont le sort héroïque a inspiré la chanson de Léo Ferré L'Affiche rouge, en 1961.
À l'occasion de l'inauguration officielle de la rue, Aragon écrit un poème Strophes pour se souvenir (dans Le Roman inachevé), librement inspiré de la dernière lettre que Missak Manouchian adressa à son épouse Mélinée. Ce poème a été mis en musique en 1959 par Léo Ferré sous le titre L'Affiche rouge et publié dans Léo Ferré chante Aragon, en 1961.

## Historique

### Trois impasses réunies en 1934
Cette voie existait déjà depuis un décret du 23 janvier 1934, réunissant l'impasse Fleury (33 mètres, commençant avenue Gambetta) et l'impasse du Progrès (155 mètres, commençant rue du Surmelin) et la voie non dénommée reliant ces deux impasses. Mais elle n'avait pas encore de nom.

### Débat du 19 mars 1951
Un arrêté du 28 octobre 1954 décide de donner un nom à cette impasse, en résultat d'une initiative lancée près de quatre ans plus tôt.
Le 15 mars 1951, soit quelques jours après la publication du livre Pages de gloire des 23, le conseil municipal de Paris débat d'une proposition, pour qu'une rue de Paris reçoive le nom « du Groupe Manouchian-Boczov-Rayman ».
Cette première proposition n'est pas retenue.

### Projet des frères Lévy
Aragon accepte d'éditer un recueil de nouvelles consacrées aux 23, mais en exigeant que tous leurs noms soient francisés, condition acceptée par les auteurs, Claude Lévy et son frère Raymond Lévy ; la moitié des combattants sont des Juifs, la plupart ouvriers, la proportion de Juifs atteignant même les trois-quarts dans l'Affiche rouge, les Allemands en ayant fait une composante importante de leur campagne de propagande antisémite baptisée l'armée du crime, qui comporte aussi une brochure dénonçant les Juifs.

### Décision du 28 octobre 1954
Finalement, le 28 octobre 1954, la mairie de Paris vote la réunion des impasses Fleury et du Progrès, dans le 20e arrondissement, en une unique « rue du Groupe-Manouchian ».

### Lettre de Mélinée Manouchian à Louis Aragon
Louis Aragon publie un poème pour cette inauguration, qui est publié dans L'Humanité le jour-même, sous le titre Groupe Manouchian. Il sera publié aussi un an plus tard sous le titre Strophes pour se souvenir dans Le Roman inachevé, signé par Aragon.

### Inauguration du 5 mars 1955
Le 5 mars 1955, la « rue du Groupe-Manouchian » est inaugurée par le président du conseil municipal de Paris Bernard Lafay.
Elle est située juste en face de chez Alter Mojsze Goldman, père de Jean-Jacques Goldman. 

### Depuis 1955
Le 22 février 1999, au no 49, une plaque commémorative est apposée par la municipalité en hommage au groupe Manouchian.
En 2019, la partie basse de la rue est piétonnisée jusqu'au passage du Surmelin, où se trouve depuis 2012 une œuvre figurant Missak et les autres membres du groupe.

## Bâtiments et lieux de mémoire
- Le chef cuisinier français Thierry Marx a vécu au no 18 de cette rue[9],[7].

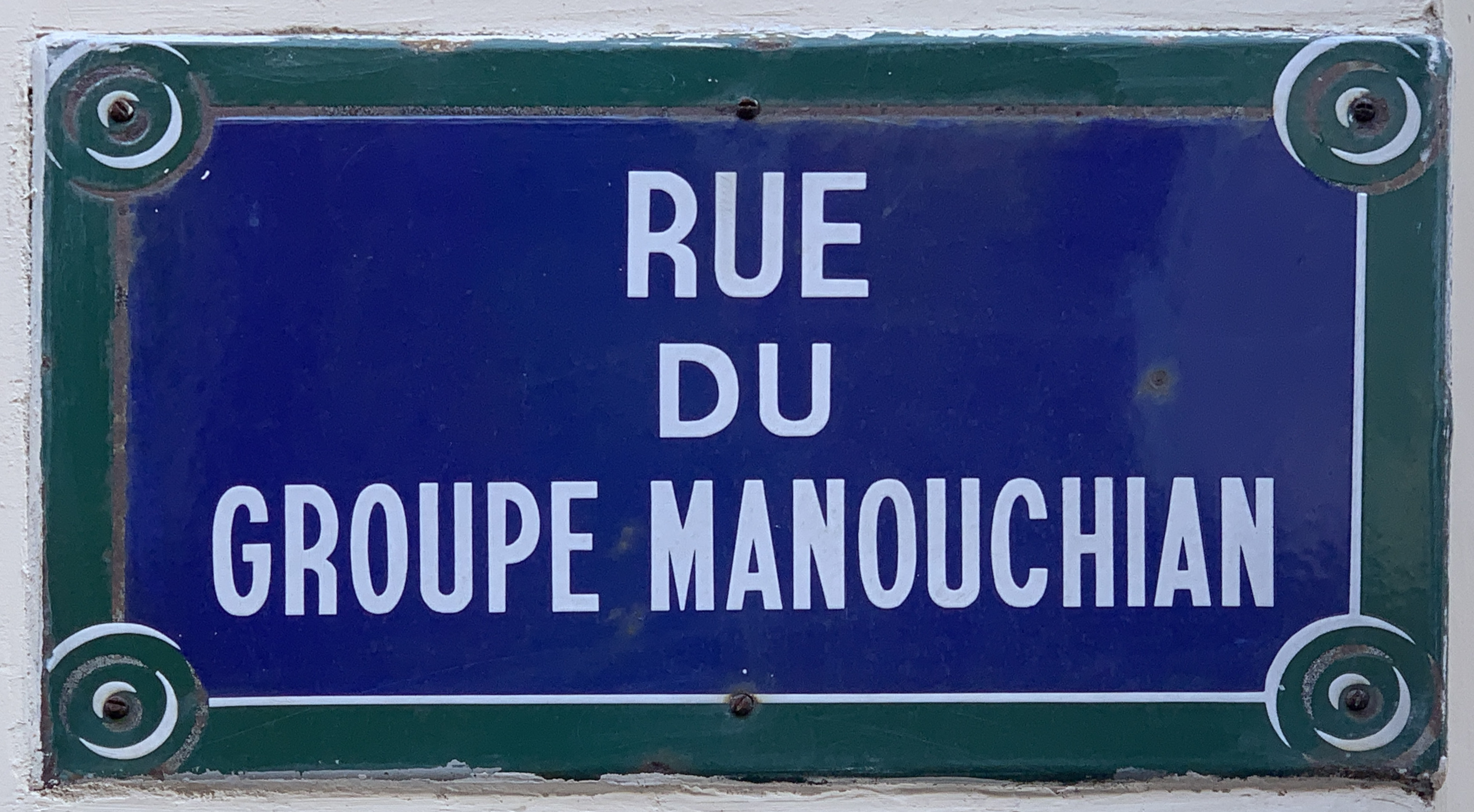
Plaque de rue de la rue du Groupe-Manouchian, Paris 20e.
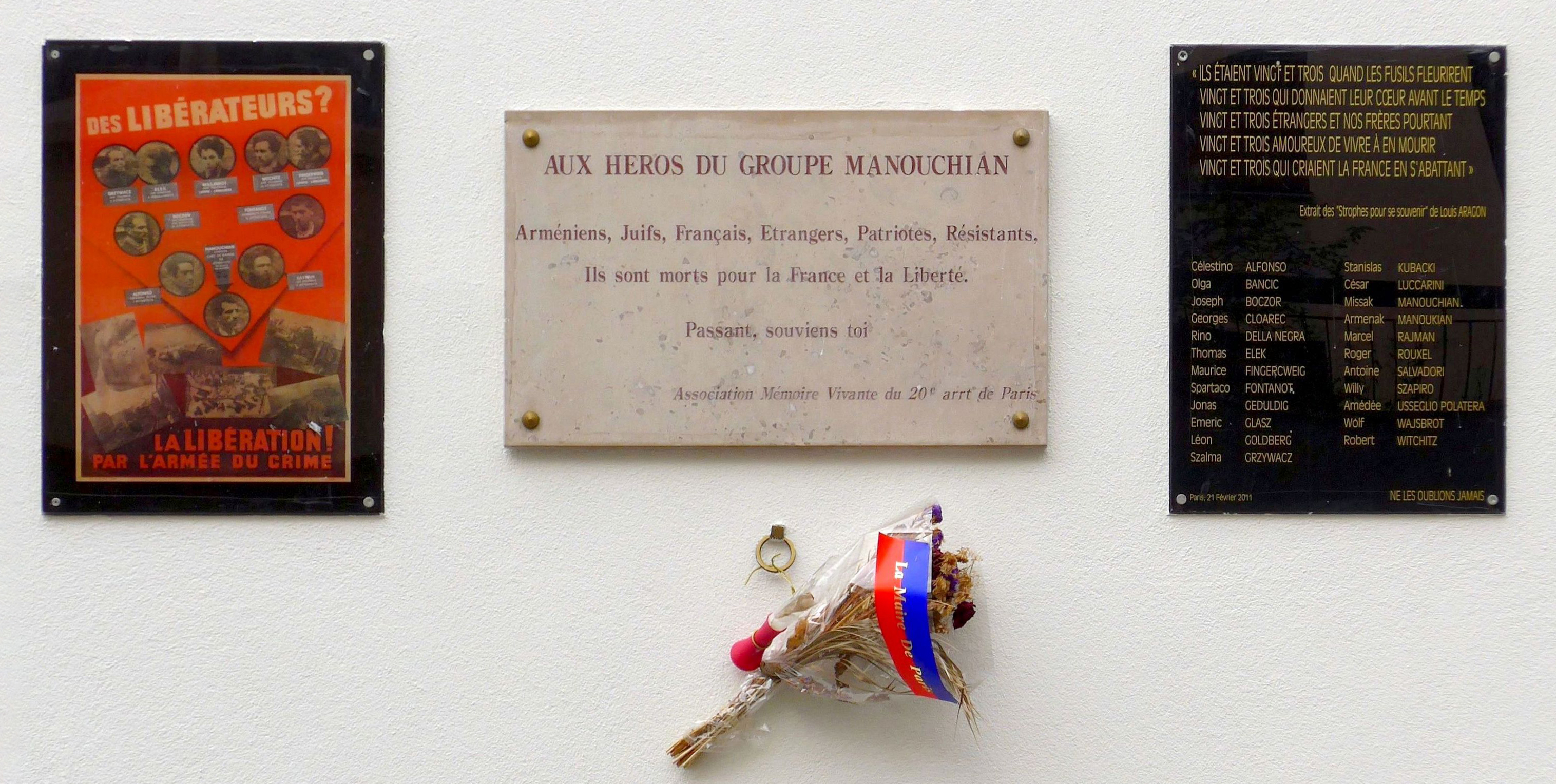
Plaques rendant hommage aux 23 résistants exécutés par les nazis. Au centre, celle installée en 1999.